# II liga polska w piłce nożnej (2003/2004)
II liga 2003/2004 – 56. edycja rozgrywek drugiego poziomu ligowego piłki nożnej mężczyzn w Polsce. Wzięło w nich udział 18 drużyn, grając systemem kołowym. Sezon ligowy rozpoczął się 8 sierpnia 2003, ostatnie mecze rozegrano 11 czerwca 2004. Pierwszą bramkę rozgrywek zdobył w 58. minucie meczu Pogoń Szczecin – Aluminium Konin zawodnik gospodarzy Tomasz Parzy (mecz zakończył się wynikiem 1:0).

## Drużyny
| Uczestnicy poprzedniej edycji                                                                                 | Uczestnicy poprzedniej edycji | Uczestnicy poprzedniej edycji | Uczestnicy poprzedniej edycji |
| --- | ----------------------------- | ----------------------------- | ----------------------------- |
| BEŁ | GKS Bełchatów                 | 4                             |                               |
| ALK | Aluminium Konin               | 5                             |                               |
| CER | Ceramika Opoczno              | 6                             |                               |
| ARK | Arka Gdynia                   | 7                             |                               |
| RKS | RKS Radomsko                  | 8                             |                               |
| ŁKS | ŁKS Łódź                      | 9                             |                               |
| POG | Pogoń Szczecin                | 101                           |                               |
| PWR | Polar Wrocław                 | 11                            |                               |
| POD | Podbeskidzie Bielsko-Biała    | 12                            |                               |
| TGO | Tłoki Gorzyce                 | 13                            |                               |
| Spadek z I ligi 2002/2003                                                                                     |                               |                               |                               |
| po barażach o utrzymanie                                                                                      |                               |                               |                               |
| ZLU | Zagłębie Lubin                | 12                            |                               |
| SZJ | Szczakowianka Jaworzno        | 13                            |                               |
| pozostałe drużyny (bezpośrednio)                                                                              |                               |                               |                               |
| RCH | Ruch Chorzów                  | 14                            |                               |
| KSZ | KSZO Ostrowiec Świętokrzyski  | 152                           |                               |
| Awans z III ligi 2002/2003                                                                                    |                               |                               |                               |
| JAG | Jagiellonia Białystok         | 1 (gr. I)                     |                               |
| BŁS | Błękitni Stargard Szczeciński | 1 (gr. II)2                   |                               |
| PIA | Piast Gliwice                 | 1 (gr. III)                   |                               |
| CRA | Cracovia                      | 1 (gr. IV)                    |                               |
| Oznaczenia: - kolumna pierwsza – skróty nazw drużyn, - kolumna trzecia – miejsce zajęte w poprzednim sezonie. |                               |                               |                               |

Objaśnienia:
1. Piotrcovia Piotrków Trybunalski zmieniła nazwę na Pogoń Szczecin, przejmując tradycje szczecińskiego klubu, który w I lidze zajął 16. miejsce.
2. KSZO Ostrowiec Świętokrzyski i Błękitni Stargard Szczeciński wycofali się z rozgrywek po rundzie jesiennej.

## Rozgrywki
Uczestnicy rozegrali 34 kolejki ligowe po 8 meczów każda (razem 306 spotkań) w dwóch rundach: jesiennej i wiosennej.
Mistrz oraz wicemistrz II ligi uzyskali awans do I ligi, zespół z 3. rozegrał dwumecz barażowy o wejście do I ligi z 12. zespołem najwyższej klasy rozgrywkowej. Do III ligi spaść miały 4 ostatnie drużyny (w związku z wycofaniem się KSZO i Błękitnych spadły tam tylko 2 drużyny), zaś zespoły z miejsc 11–14 rozegrały baraże o utrzymanie z wicemistrzami grup trzeciego poziomu ligowego. Drużyny z miejsc 4–10 miały zapewniony udział w II lidze na kolejny sezon.

### Tabela
| Lp. | Drużyna                            | M  | Z  | R  | P  | Bramki | Bramki | Różn. | Pkt | Uwagi                   | Bezpośrednio            |
| --- | ---------------------------------- | -- | -- | -- | -- | ------ | ------ | ----- | --- | ----------------------- | ----------------------- |
| 1   | Pogoń Szczecin (M) (A)             | 30 | 18 | 8  | 4  | 60     | 22     | +38   | 62  | Awans do I ligi         |                         |
| 2   | Zagłębie Lubin (A)                 | 30 | 18 | 7  | 5  | 41     | 25     | +16   | 61  | Awans do I ligi         |                         |
| 3   | Cracovia (A)                       | 30 | 17 | 6  | 7  | 55     | 24     | +31   | 57  | Baraże o I ligę         | CRA–BEŁ 0:0 BEŁ–CRA 0:2 |
| 4   | GKS Bełchatów                      | 30 | 17 | 6  | 7  | 47     | 25     | +22   | 57  |                         | CRA–BEŁ 0:0 BEŁ–CRA 0:2 |
| 5   | Szczakowianka Jaworzno1            | 30 | 19 | 5  | 6  | 57     | 34     | +23   | 52  | SZJ–RAD 2:0 RAD–SZJ 2:1 |                         |
| 6   | RKS Radomsko                       | 30 | 15 | 7  | 8  | 41     | 24     | +17   | 52  | SZJ–RAD 2:0 RAD–SZJ 2:1 |                         |
| 7   | Podbeskidzie Bielsko-Biała         | 30 | 12 | 4  | 14 | 37     | 45     | −8    | 40  |                         |                         |
| 8   | ŁKS Łódź                           | 30 | 10 | 9  | 11 | 28     | 34     | −6    | 39  |                         |                         |
| 9   | Jagiellonia Białystok              | 30 | 10 | 7  | 13 | 35     | 42     | −7    | 37  |                         |                         |
| 10  | Piast Gliwice                      | 30 | 11 | 3  | 16 | 33     | 43     | −10   | 36  |                         |                         |
| 11  | Ruch Chorzów                       | 30 | 7  | 14 | 9  | 34     | 37     | −3    | 35  | Baraże o II ligę        |                         |
| 12  | Ceramika Opoczno                   | 30 | 7  | 9  | 14 | 31     | 37     | −6    | 30  | Baraże o II ligę        |                         |
| 13  | Arka Gdynia                        | 30 | 5  | 14 | 11 | 25     | 37     | −12   | 29  | Baraże o II ligę        |                         |
| 14  | Tłoki Gorzyce (S)                  | 30 | 5  | 11 | 14 | 28     | 42     | −14   | 26  | Baraże o II ligę        |                         |
| 15  | Polar Wrocław (S)                  | 30 | 5  | 5  | 20 | 23     | 69     | −46   | 20  | Spadek do III ligi      |                         |
| 16  | Aluminium Konin3 (S)               | 30 | 3  | 7  | 20 | 15     | 50     | −35   | 16  | Spadek do klasy A       |                         |
| –   | Błękitni Stargard Szczeciński2 (S) | 0  | 0  | 0  | 0  | 0      | 0      | 0     | 0   | Spadek do IV ligi       |                         |
| –   | KSZO Ostrowiec Świętokrzyski2 (S)  | 0  | 0  | 0  | 0  | 0      | 0      | 0     | 0   | Drużyna rozwiązana      |                         |

## Baraże o II ligę
Po zakończeniu sezonu II i III ligi rozegrano dwumecze barażowe o 4 miejsca w drugiej klasie rozgrywkowej w sezonie 2004/2005 między zespołami z miejsc 11–14 II ligi i wicemistrzami grup III ligi:
- 11. drużyna II ligi i wicemistrz III ligi grupy IV – Ruch Chorzów i Stal Rzeszów
- 12. drużyna II ligi i wicemistrz III ligi grupy II – Ceramika Opoczno i Unia Janikowo
- 13. drużyna II ligi i wicemistrz III ligi grupy III – Arka Gdynia i Śląsk Wrocław
- 14. drużyna II ligi i wicemistrz III ligi grupy I – Tłoki Gorzyce i Radomiak Radom.

Miejsca na drugim poziomie ligowym nie utrzymały Tłoki.
| 19 czerwca 2004 | Stal Rzeszów | 1:1   | Ruch Chorzów |                                                                        |
| 15:00           | Imiołek 12'  | (1:0) | Ćwielong 62' | Rzeszów, Stadion Stali Widzów: 6 000 Sędzia: Grzegorz Gilewski (Radom) |

| 26 czerwca 2004 | Ruch Chorzów         | 2:0   | Stal Rzeszów |                                                                        |
| 15:00           | Błażejewski 36', 67' | (1:0) |              | Chorzów, Stadion Ruchu Widzów: 1 000 Sędzia: Jarosław Żyro (Bydgoszcz) |

Wynik dwumeczu – 3:1 dla Ruchu.
| 20 czerwca 2004 | Unia Janikowo | 0:0 | Ceramika Opoczno |                                                                            |
| 15:00           |               |     |                  | Janikowo, Stadion Miejski Widzów: 4 000 Sędzia: Zdzisław Bakaluk (Olsztyn) |

| 26 czerwca 2004 | Ceramika Opoczno           | 2:0   | Unia Janikowo |                                                                                       |
| 15:00           | Czerbniak 70' (k), 89' (k) | (0:0) |               | Ostrowiec Świętokrzyski, Stadion MOSiR Widzów: 4 500 Sędzia: Robert Werder (Warszawa) |

Wynik dwumeczu – 2:0 dla Ceramiki.
| 20 czerwca 2004 | Śląsk Wrocław | 0:0 | Arka Gdynia |                                                                                 |
| 15:15           |               |     |             | Wrocław, Stadion Oporowska Widzów: 8 000 Sędzia: Marek Mikołajewski (Ciechanów) |

| 26 czerwca 2004 | Arka Gdynia        | 2:1   | Śląsk Wrocław |                                                                          |
| 15:15           | Dymkowski 28', 63' | (1:0) | M.Wróbel 47'  | Gdynia, Stadion Miejski Widzów: 4 000 Sędzia: Piotr Siedlecki (Szczecin) |

Wynik dwumeczu – 2:1 dla Arki. Obydwa spotkania rozpoczęły się z 15-minutowym opóźnieniem z powodu dużej liczby kibiców czekających na wejście na stadion (godzina planowana – 15:00).
| 20 czerwca 2004 | Radomiak Radom                            | 3:1   | Tłoki Gorzyce |                                                                        |
| 15:00           | Sobieska 25' · Lesisz 29' · Barzyński 47' | (2:0) | Piasecki 90'  | Radom, Stadion Radomiaka Widzów: 3 000 Sędzia: Tomasz Cwalina (Gdańsk) |

| 26 czerwca 2004 | Tłoki Gorzyce                | 2:1   | Radomiak Radom |                                                                        |
| 15:00           | Kusiak 66' · Fabianowski 84' | (0:0) | Sobieska 87'   | Gorzyce, Stadion Tłoków Widzów: 2 000 Sędzia: Tomasz Mikulski (Lublin) |

Wynik dwumeczu – 4:3 dla Radomiaka.

## Strzelcy
| Gole | Strzelcy        | Drużyna                |
| ---- | --------------- | ---------------------- |
| 18   | Piotr Bania     | Cracovia               |
| 15   | Mariusz Śrutwa  | Ruch Chorzów           |
| 11   | Artur Bugaj     | Pogoń Szczecin         |
| 11   | Marcin Chmiest  | GKS Bełchatów          |
| 11   | Grzegorz Król   | Szczakowianka Jaworzno |
| 10   | / Sérgio Batata | Pogoń Szczecin         |
| 10   | Zbigniew Murdza | Zagłębie Lubin         |

Kompletna klasyfikacja strzelców – 90minut.pl